# El juego de las cien velas
El juego de las cien velas es una película de terror dirigida por el uruguayo Guillermo Lockhart, Nicolás Onetti, Víctor Catala, Brian Deane, Oliver Lee Garland, Tony Morales, Nicholas Peterson, Daniel Rübesam y Christopher West.
El guion fue escrito por Lockhart junto a Mauro Croché. Es una coproducción de Uruguay, Nueva Zelanda y Argentina. Se estrenó el 29 de octubre de 2020.

## Reseñas
Son actores de la película Amy Smart, Magui Bravi, Amparo Espinola, Clara Kovacic, Agustín Olcese y James Wright. Se trata de siete historias relacionadas y está basada en una antigua leyenda japonesa. Es una producción de Black Mandala Films Co.

## Reparto
- Magui Bravi como Érica
- Clara Kovacic
- Amy Smart
- James Wright
- Agustín Olcese
- Luz Champané
- Amparo Espinola

## Galería

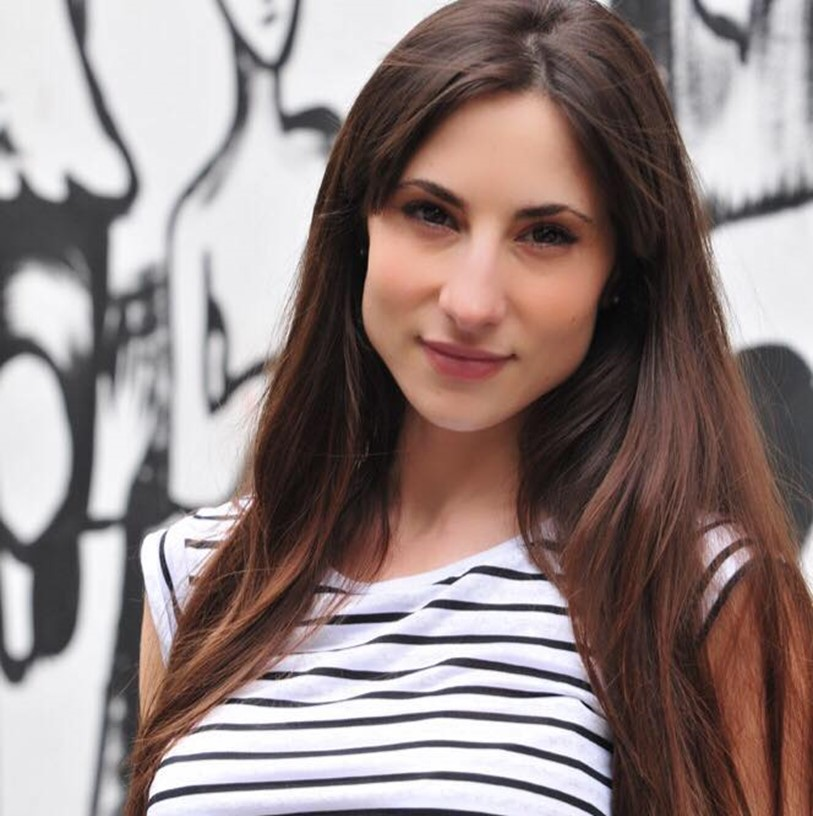
Magui Bravi en 2016.
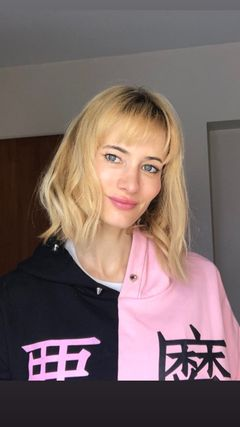
Clara Kovacic en 2020.
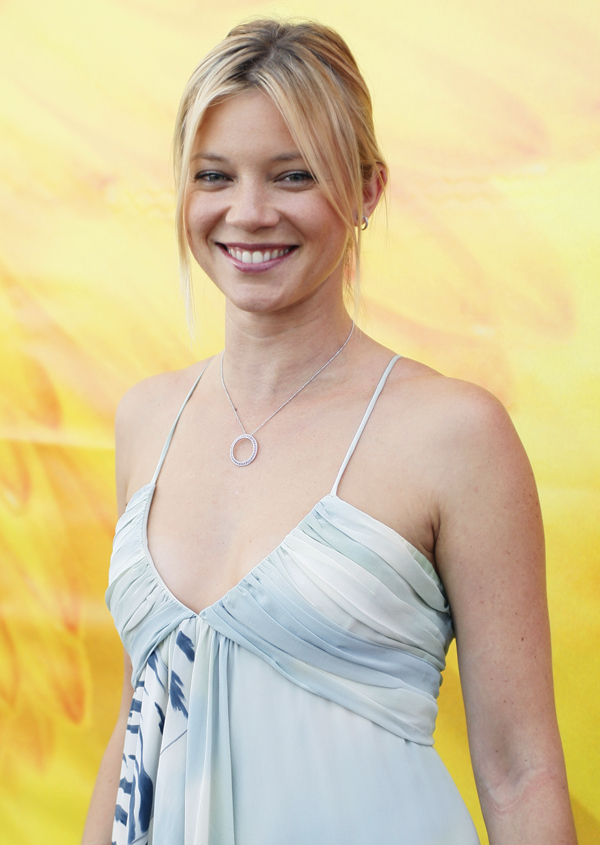
Amy Smart en 2008.